# Danske Bank
O Danske Bank é um banco dinamarquês. Foi fundada em 5 de outubro de 1871 como Den Danske Landmandsbank, Hypothek-og Vexelbank i Kjøbenhavn (Banco Dinamarquês de Agricultores, Banco de Hipoteca e Câmbio de Copenhague). Com sede em Copenhague, é o maior banco da Dinamarca e um grande banco de varejo na região norte da Europa, com mais de 5 milhões de clientes de varejo. O Danske Bank foi o número 454 na lista da Fortune Global 500 em 2011.

## Operações
O grupo Danske Bank opera vários bancos locais na região nórdica e na Irlanda.

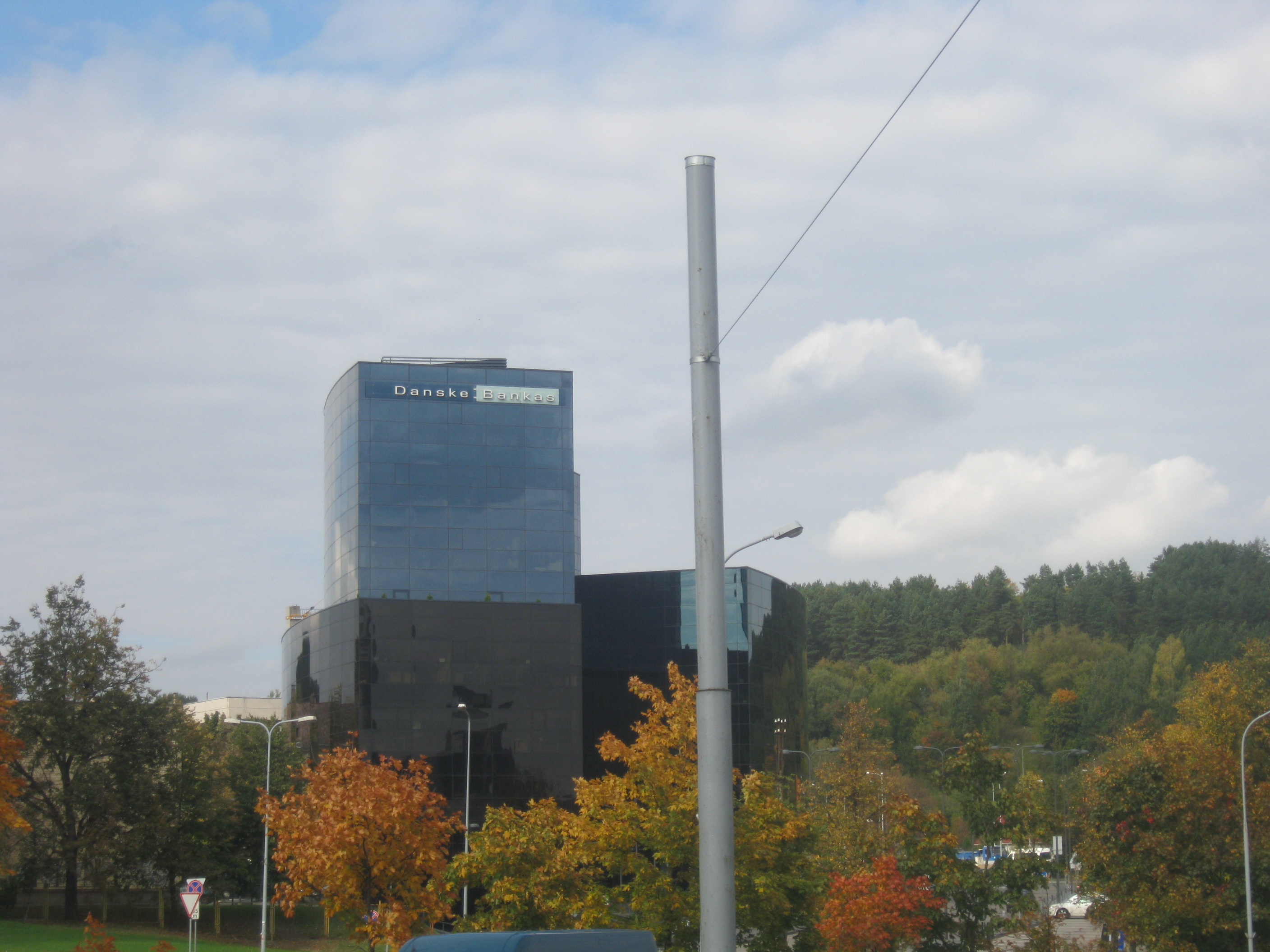
Sede do Danske Bank da Lituânia em Vilnius, Lituânia

As agências do Danske Bank na Estônia, Letônia e Lituânia, assim como também na Rússia, começaram a operar em 2008, depois que o Sampo Bank finlandês foi adquirido pelo Danske Bank Group em 2007 por €4,05 bilhões. Em fevereiro de 2019, o Danske Bank anunciou que cessará todas as suas atividades bancárias nos países bálticos e na Rússia.

### Estônia
As origens do Danske Bank na Estônia remontam a 1992, quando o Eesti Forekspank foi estabelecido. Em 1998, o Eesti Forekspank fundiu-se com o Eesti Investeerimispank (EstIB) para criar o Optiva Bank. Em 2000, a Optiva foi adquirida pelo finlandês Sampo Bank e a Optiva foi renomeada para Sampo Pank. Em 2007, quando o Danske Bank adquiriu os negócios bancários do Sampo, o Sampo Pank se tornou uma filial do Danske Bank.
Em 2014, a Autoridade de Supervisão Financeira da Estônia encontrou "violações sistêmicas em larga escala e duradouras das regras contra lavagem de dinheiro" na filial estoniana do Danske Bank e notificou as autoridades dinamarquesas sobre as conclusões. Segundo a Autoridade de Supervisão Financeira da Estônia, as atividades diminuíram depois que eles solicitaram que o banco visasse as violações. Em outubro de 2017, o Danske Bank confirmou que as autoridades francesas estavam investigando o envolvimento do banco na lavagem de dinheiro. Em 31 de julho de 2018, o Procurador-Geral da Estônia, Lavly Perling, abriu uma investigação criminal após alegações de que o banco tinha facilitado a lavagem de dinheiro em larga escala através da sua sucursal Estônia. Em 19 de setembro de 2018, o Danske Bank confirmou que Thomas Borgen, CEO do banco, renunciaria devido ao escândalo de lavagem de dinheiro. Em setembro, a Autoridade de Supervisão Financeira da Dinamarca reabriu sua investigação do banco e a Agência Nacional de Crimes do Reino Unido anunciou que estava investigando o uso de empresas registradas no Reino Unido. Em outubro, o banco confirmou que o Departamento de Justiça dos Estados Unidos também havia iniciado uma investigação criminal.
Em novembro, os promotores dinamarqueses apresentaram quatro acusações preliminares contra o banco. Em fevereiro de 2019, a Autoridade de Supervisão Financeira da Estônia ordenou que o banco cessasse suas operações no país dentro de 8 meses. Em fevereiro de 2019, a Danske anunciou que cessará suas operações bancárias na Estônia. Em outubro de 2019, o banco encerrou todas as suas atividades bancárias na Estônia.

### Finlândia

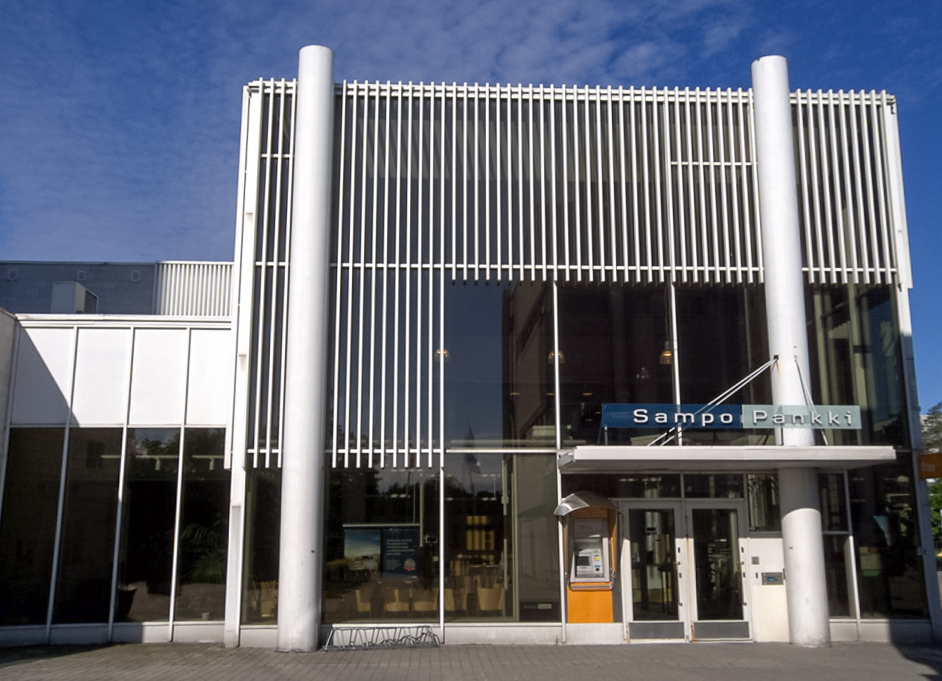
Um banco Sampo em Tapiola na Finlândia

O Danske Bank, anteriormente Sampo Bank, é uma operação finlandesa do Danske Bank. O Danske Bank Finland remonta a 1887, até o Postisäästöpankki (que significa Postal Savings Bank), um banco associado aos correios nacionais, que aceitava depósitos do público nos correios. Em 1970, a empresa foi renomeada Postipankki. Em 1988, o banco se tornou um banco de serviço completo. Foi organizada como uma empresa limitada estatal. Em 1997, a empresa fundiu-se com Suomen Vientiluotto (Crédito de exportação finlandês) para formar Leonia Pankki. Leonia Pankki foi incorporada à Sampo Insurance em 1999 e em 2001 foi renomeada para Sampo Pankki. No mesmo ano, o Mandatum Bank se fundiu com a Sampo. O Mandatum foi criado em 1998 como uma fusão do Interbank Osakepankki, estabelecido em 1988, e Mandatum & Co., estabelecido em 1992. Em 2007, houve uma cisão: o Danske Bank adquiriu os negócios bancários da Sampo, enquanto o Sampo Group manteve seus negócios de seguros. A compra do Sampo Pankki pelo Danske Bank com €4 bilhões foi a maior compra em dinheiro até o momento na Finlândia.

### Índia
O Danske Bank estabeleceu seu próprio centro de tecnologia cativa na Índia, chamado Danske IT Services India Pvt Ltd.

### República da Irlanda
A subsidiária irlandesa do Danske Bank era anteriormente conhecida como National Irish Bank e era originalmente a rede de agências da República da Irlanda no Northern Bank, um dos bancos mais antigos da Irlanda (desde 1824). O National Irish Bank foi criado como uma entidade separada em 1986, inicialmente com o nome Northern Bank (Ireland) Limited, quando seus então proprietários, o Midland Bank, com sede no Reino Unido, separaram as operações do Northern Bank na República da Irlanda dos seus negócios na Irlanda do Norte.
Em 1987, ambos os bancos foram adquiridos pelo National Australia Bank (juntamente com a subsidiária escocesa do Midland Bank, Clydesdale Bank). Em 1988, a operação na República da Irlanda foi renomeada como National Irish Bank Limited, enquanto o Northern Bank Limited permaneceu o nome da operação na Irlanda do Norte. No entanto, uma única equipe de gerenciamento continuou a administrar os dois bancos, que compartilhavam muitos serviços e funções de back office. Durante essa época, o logotipo do National Irish Bank era o do National Australia Bank (na época), exceto que a estrela vermelha havia sido recolocada em verde e "Irish Bank" foi adicionado ao lado da palavra "National". O logotipo original do Northern Bank era o grifo do Midland Bank.
Em 10 de maio de 2012, o Danske Bank anunciou que o Northern Bank e o National Irish Bank seriam fundidos em 1 de junho de 2012, sob a equipe de administração do Northern Bank e o nome do Danske Bank, revertendo efetivamente a separação entre os dois. O rebrand foi concluída em 18 de novembro de 2012. Na época, o banco fechou suas 27 agências para se concentrar em clientes corporativos e privados.
Em 31 de outubro de 2013, o Danske Bank anunciou que retiraria todos os serviços bancários pessoais na República da Irlanda em etapas no primeiro semestre de 2014.

### Letônia
As origens do Danske Bank na Letônia remontam a 1996, quando o Maras banka foi estabelecido. Maras foi adquirida pela Sampo em 2004 e após a aquisição do Sampa Bank pela Danske, o Sampo banka tornou-se uma filial do Danske Bank. Em fevereiro de 2019, a Danske anunciou que cessará suas operações bancárias na Letônia.

### Lituânia
As origens do Danske Bank na Lituânia remontam a 1994, quando o Lietuvos Vystymo bankas (Banco de Desenvolvimento da Lituânia) foi estabelecido. O Lietuvos Vystymo bankas foi adquirido pela Sampo em 2000 e, após a aquisição do Sampa Bank pela Danske, o Sampo bankas tornou-se uma filial do Danske Bank.
Em 2015, o Danske Bank estabeleceu um centro de serviços de TI para seu grupo de empresas, o Danske Group IT Lietuva (DGITL), em Vilnius. Nos últimos anos, o Danske Bank empregou mais de 2.300 funcionários na Lituânia. Em 2019, o Danske Bank anunciou sua intenção de interromper todas as operações bancárias na Lituânia, mas mantendo o back-office local ativo para atividades internas.

### Rússia
As origens do Danske Bank na Rússia remontam ao Industry and Finance Bank (Profibank) foram adquiridas pela Sampo em 2006. após a aquisição do Sampa Bank pela Danske, tornou-se uma filial do Danske Bank. Em fevereiro de 2019, a Danske anunciou que cessará suas operações bancárias na Rússia.

### Reino Unido (Irlanda do Norte)
A subsidiária irlandesa do Norte do Danske Bank, Danske Bank UK, foi fundada como a Parceria Bancária do Norte em Belfast em 1809. Tornou-se Northern Bank em 1970, após a fusão com a Belfast Banking Company. O Northern Bank era um dos quatro grandes bancos da Irlanda. O Danske Bank comprou o banco do National Australia Bank em dezembro de 2004, e o Northern Bank continuou a operar com seu próprio nome até assumir o nome de sua empresa-mãe como nome comercial em novembro de 2012. O banco é considerado um dos principais bancos de varejo da Irlanda do Norte, com 44 agências e três centros de negócios. O Danske Bank é um dos quatro bancos comerciais da Irlanda do Norte que têm permissão para emitir suas próprias notas.

## Escândalo de lavagem de dinheiro
As autoridades da Dinamarca, Estônia, França e Reino Unido lançaram investigações relacionadas à lavagem de dinheiro em larga escala por meio do Danske Bank. Em 2018, o banco também enfrentou uma investigação criminal do Departamento de Justiça dos Estados Unidos sobre o caso que viu €200 bilhões em dinheiro não-residente fluir através de sua agência na Estônia, que estava sob a supervisão da Autoridade de Supervisão Financeira da Dinamarca (devido localização da sede) e a Autoridade de Supervisão Financeira da Estônia (devido à localização da filial). Os promotores dinamarqueses apresentaram quatro acusações preliminares em novembro de 2018. Como conseqüência do escândalo de lavagem de dinheiro, o Danske Bank foi nomeado o ator mais corrompido de 2018 pelo Projeto de Relatório de Crime Organizado e Corrupção.